# Calame
Pour les articles homonymes, voir Calame (homonymie).

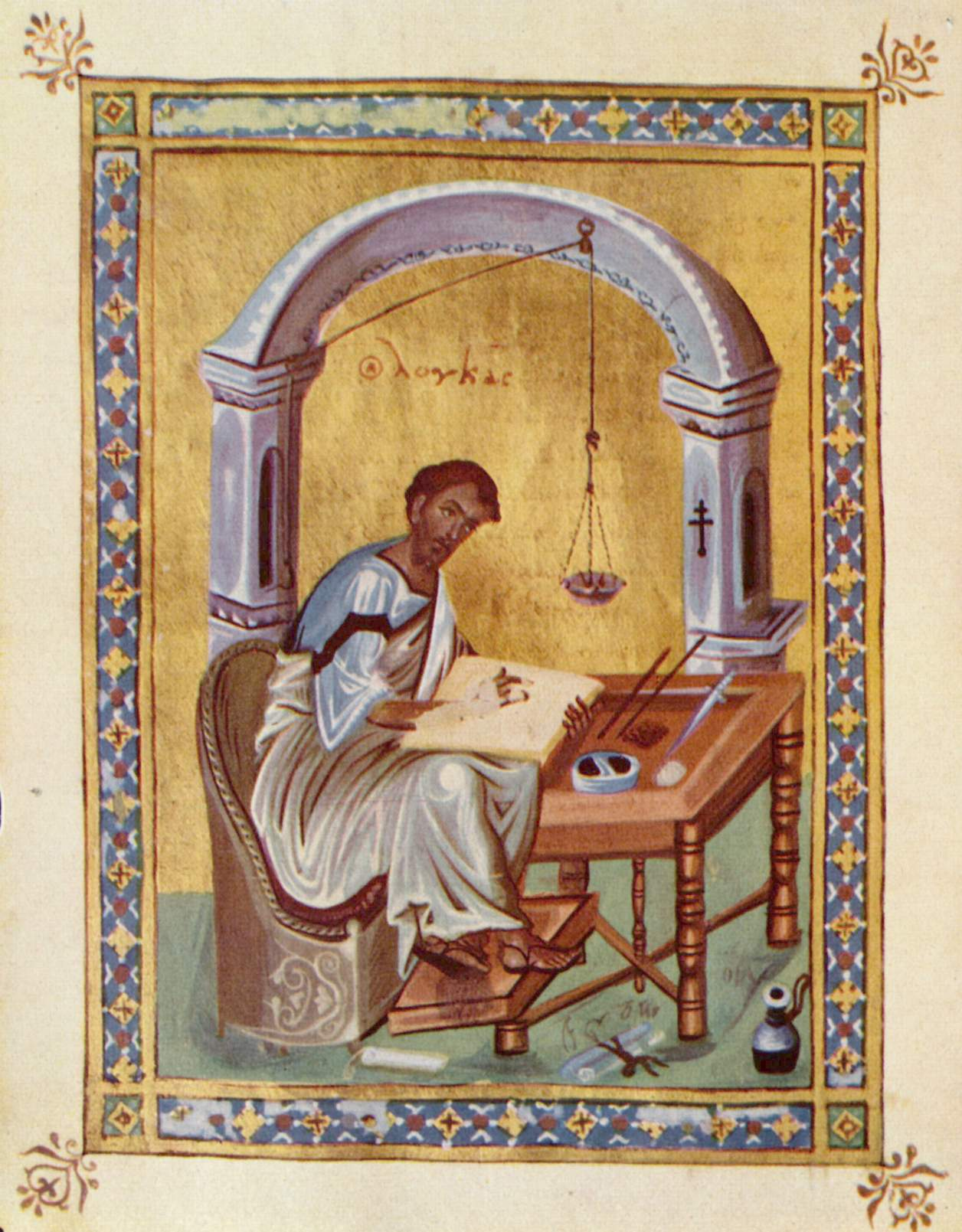
Le calame était le principal outil d'écriture dans l'Antiquité classique (ici représentation byzantine de l'évangéliste Luc, Xe siècle).

Le calame du latin calamus est un roseau taillé en pointe dont on se sert pour l'écriture :
- à sec sur des tablettes d'argile. Il a donné sa forme caractéristique à l'écriture cunéiforme : de petits triangles, fruits de l'enfoncement du calame dans l'argile tendre ;
- trempé dans une encre, sur un papyrus, un parchemin, un papier ou tout autre support. La calligraphie arabe utilise encore le calame (qalam) bien qu'en arabe moderne, qalam signifie également crayon ou stylo.

Il est probable qu'il fut d'abord utilisé comme instrument de gravure dans l'argile, son utilisation avec de l'encre étant postérieure ; celle-ci a ensuite donné lieu au développement de la plume d'écriture.

## Calame pour tablettes d'argile

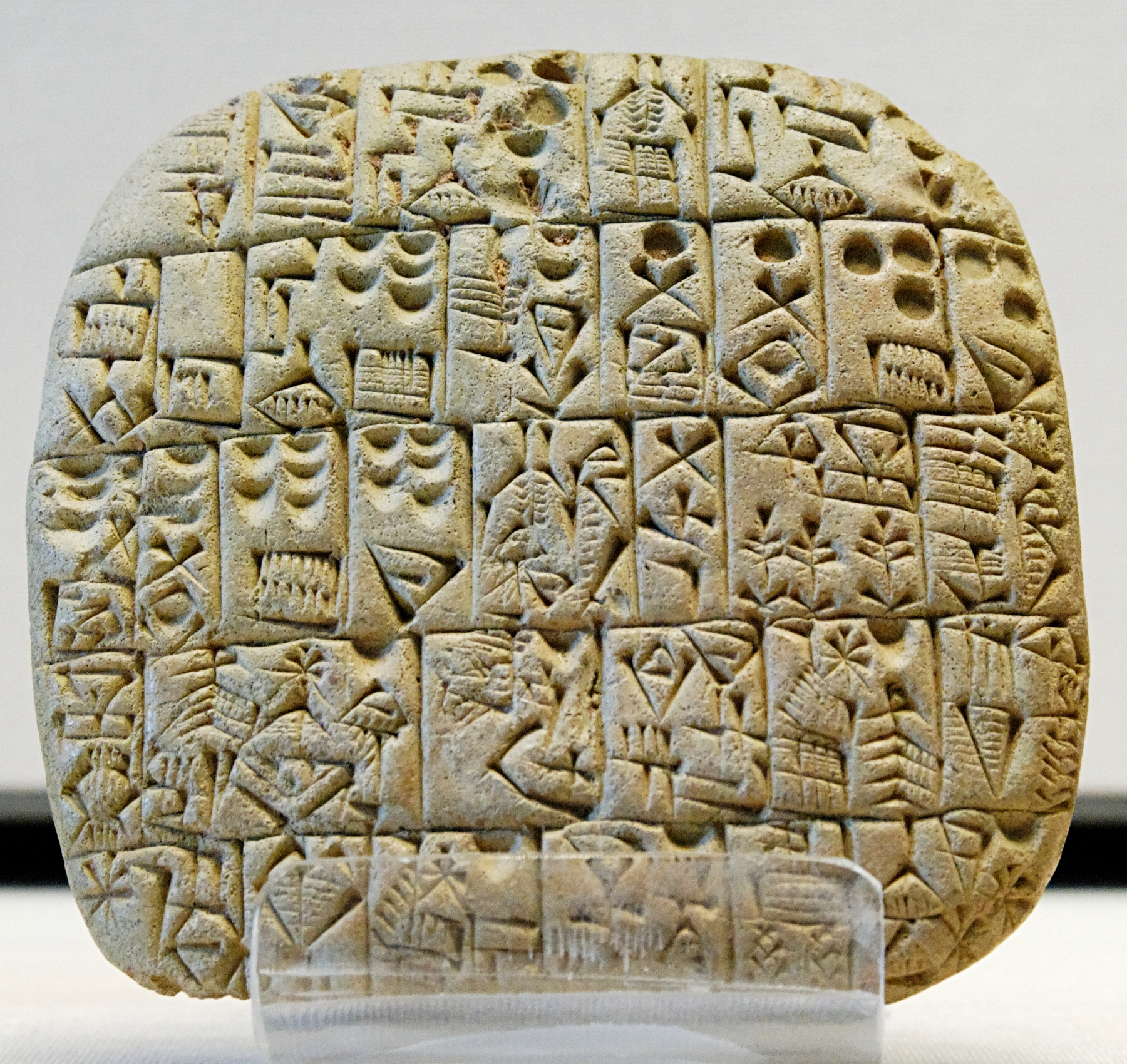
Tablette d'argile écrite avec un calame, vers 2600 av. J.-C.

Taillé dans un roseau ou dans une autre matière, il a en général une extrémité triangulaire et une extrémité ronde ou parfois pointue.

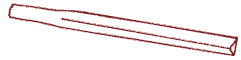
Calame pour tablette d'argile.

## Calame pour écrire à l'encre

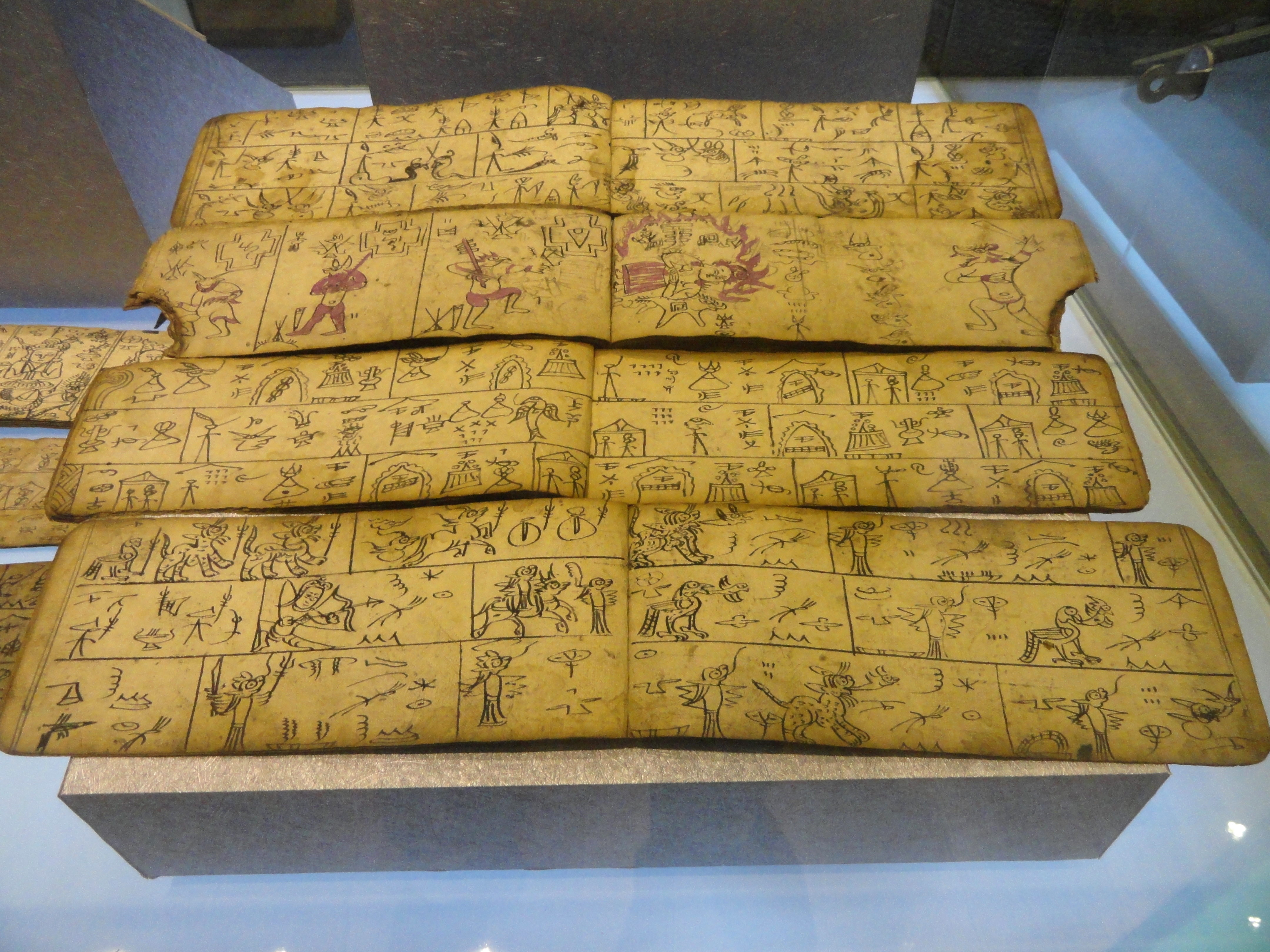
Tablette religieuse des Naxi, calligraphiée au calame, dans l'écriture Dongba.

Le calame est taillé dans la partie supérieure d'un roseau provenant de roselières de pays tropicaux.

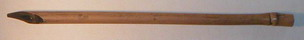
Calame de bambou.

Pour être vraiment utilisable, le roseau doit être séché. Cette opération se fait en le maintenant à une température constante (dans du fumier par exemple), où il perd son eau, et durcit ; de couleur blanchâtre quand il est récolté, il devient brun-rouge, clair ou foncé, même parfois noir, selon le type de roseau.
Lorsque le roseau est sec, il est taillé, en le plaçant dans la paume de la main et en le coupant en biseau avec un couteau jusqu'à ce que le bord ait la forme désirée. L'extrémité ainsi obtenue est ensuite ajustée en fonction de la largeur de bec souhaitée. Enfin, l'extrémité du bec est fendue de quelques centimètres, puis coupée en biseau sur une plaquette à coupe (« makta » chez les ottomans) pour obtenir un angle d'écriture adapté à la main du scribe.
Le calame est retaillé régulièrement car l'extrémité du bec en contact avec le papier s'use rapidement.
D'autres matières sont utilisées telles que le bambou, par exemple dans l'écriture dongba des Naxi, où la pousse mince et dure d'un arbre de Malaisie, très résistante et ne nécessitant pas d'être retaillée, est fixée dans un roseau comme une plume métallique.

## Linguistique
Une faute d'écriture est parfois appelée lapsus calami – équivalent scripturaire du lapsus linguæ.

## Culture
La sourate 68 du Coran est nommée « Le calame » (en arabe القلم).

## Philatélie
En 2016, La Poste française a édité un timbre représentant des calames, dans une série Antiquité.